# Élection présidentielle lituanienne de 2024
L'élection présidentielle lituanienne de 2024 se déroule les 12 et 26 mai 2024 afin d'élire le président de la république de Lituanie pour un mandat de cinq ans. Un référendum constitutionnel sur la légalisation de la double nationalité a lieu en même temps que le premier tour.
Candidat à sa réélection, le président indépendant sortant, Gitanas Nausėda, est jugé grand favori du scrutin. Il a notamment pour adversaires la Première ministre Ingrida Šimonytė ainsi que le candidat antisystème Ignas Vėgėlė. Le scrutin est marqué par les questions internationales, dans le contexte de la guerre menée contre l'Ukraine par la Russie voisine depuis février 2022.
Arrivé largement en tête du premier tour, Gitanas Nausėda affronte Ingrida Šimonytė au second, répétant ainsi le duel de l'élection précédente qu'il avait remporté avec deux tiers des voix. Celui-ci l'emporte très largement, accroissant davantage encore son importante avance sur sa concurrente en réunissant plus du trois quarts des voix. Sa victoire assure notamment le maintien du soutien lituanien à l'Ukraine, toujours en proie aux combats dans l'est de son territoire.

## Contexte

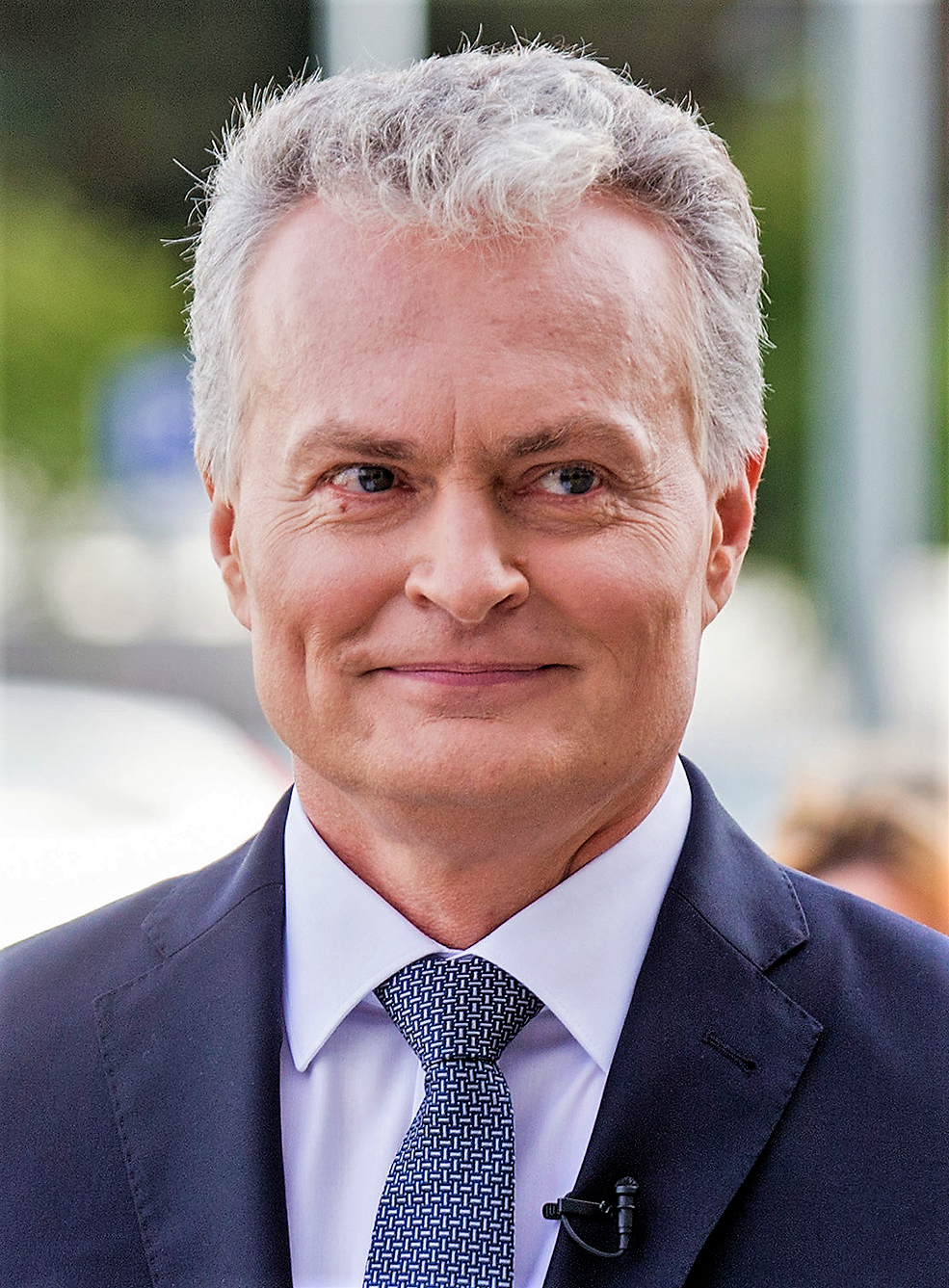
Gitanas Nausėda.

L'élection présidentielle de mai 2019 voit la victoire au second tour du candidat indépendant Gitanas Nausėda. Après un premier tour très serré qui conduit à un ballotage contre la candidate de l'Union de la patrie - Chrétiens-démocrates lituaniens (TS-LKD), Ingrida Šimonytė, Nausėda l'emporte très largement avec plus des deux tiers des suffrages exprimés.
La victoire de Gitanas Nausėda intervient à l'issue d'une campagne électorale marquée par le thème de l'injustice sociale et des inégalités, porté par le candidat indépendant, qui s'impose progressivement à l'ensemble des candidats en lice. Banquier de métier, érudit mais novice en politique, il se fait connaitre du grand public en tant qu'analyste des questions économiques et financières pendant plus de dix ans. Bien que se réclamant candidat du centre droit, son point de vue modéré sur la plupart des questions rassemble largement dans la population, ses soutiens le dépeignant comme le candidat d'une certaine harmonie en politique. Les inégalités de revenus lituaniennes figurent en effet parmi les plus fortes au sein des pays de l'Union européenne (UE), malgré une économie en forte croissance et des salaires en hausse. Environ un quart de la population lituanienne vit alors en dessous du seuil de pauvreté fixé à 307 euros mensuel, en particulier dans les zones rurales, tandis que l'émigration très forte d'une partie de la jeunesse vers l'UE affecte durement la démographie du pays. L'ensemble des candidats se déclarent cependant favorables à l'Union, ainsi qu'à l'OTAN, vus comme des remparts face à la politique du voisin russe,.
Arrivé troisième derrière Nausėda et Šimonytė, le Premier ministre Saulius Skvernelis sort fragilisé de l'élection présidentielle, qui le voit finalement revenir sur sa déclaration d'intention de démissioner,,. Sa formation politique, l'Union lituanienne agraire et des verts (LVŽS), subit une défaite aux élections législatives organisées l'année suivante. Ces dernières sont remportée par la TS-LKD, qui forme un gouvernement de coalition avec le Parti de la liberté (LP) et le Mouvement libéral (LS), dont Ingrida Šimonytė prend la tête en tant que nouvelle Première ministre,,.
L'élection présidentielle de 2024 est organisée dans le contexte de tension croissante avec la Russie voisine de Vladimir Poutine en raison de son invasion de l'Ukraine en février 2022. Tout comme en 2019, un référendum constitutionnel est par ailleurs organisé en même temps que l'élection, afin de tenter à nouveau de faire approuver un amendement de la Constitution de 1992 visant à supprimer la perte automatique de la nationalité lituanienne en cas de double nationalité,. Le « oui » y est soutenu par la quasi totalité des partis politiques.

## Mode de scrutin
Le président de la république de Lituanie est élu selon une forme modifiée du scrutin uninominal majoritaire à deux tours pour un mandat de cinq ans renouvelable une seule fois. Si aucun candidat ne recueille la majorité absolue des suffrages exprimés au premier tour avec un taux de participation d'au moins 50 %, ou n'arrive en tête avec un nombre de suffrages au moins égal au tiers du total des inscrits, un second tour est convoqué deux semaines plus tard. Le candidat qui réunit le plus de suffrages au second tour est déclaré élu.
Les candidats doivent être âgés d'au moins quarante ans, être citoyen de naissance par au moins un de ses parents, avoir vécu en Lituanie au minimum les trois années précédant le scrutin, ne pas avoir été condamné à une peine de prison ferme, ne pas être en service actif dans les forces armées lituaniennes, ne pas être lié par serment à un autre pays et ne jamais avoir été destitué. Les candidats doivent également obtenir les signatures de parrainage d'au moins 20 000 citoyens lituaniens inscrits sur les listes électorales,.
Le président lituanien est officiellement non partisan ; un candidat élu membre d'un parti politique se doit donc de le quitter avant de prêter serment.

## Campagne

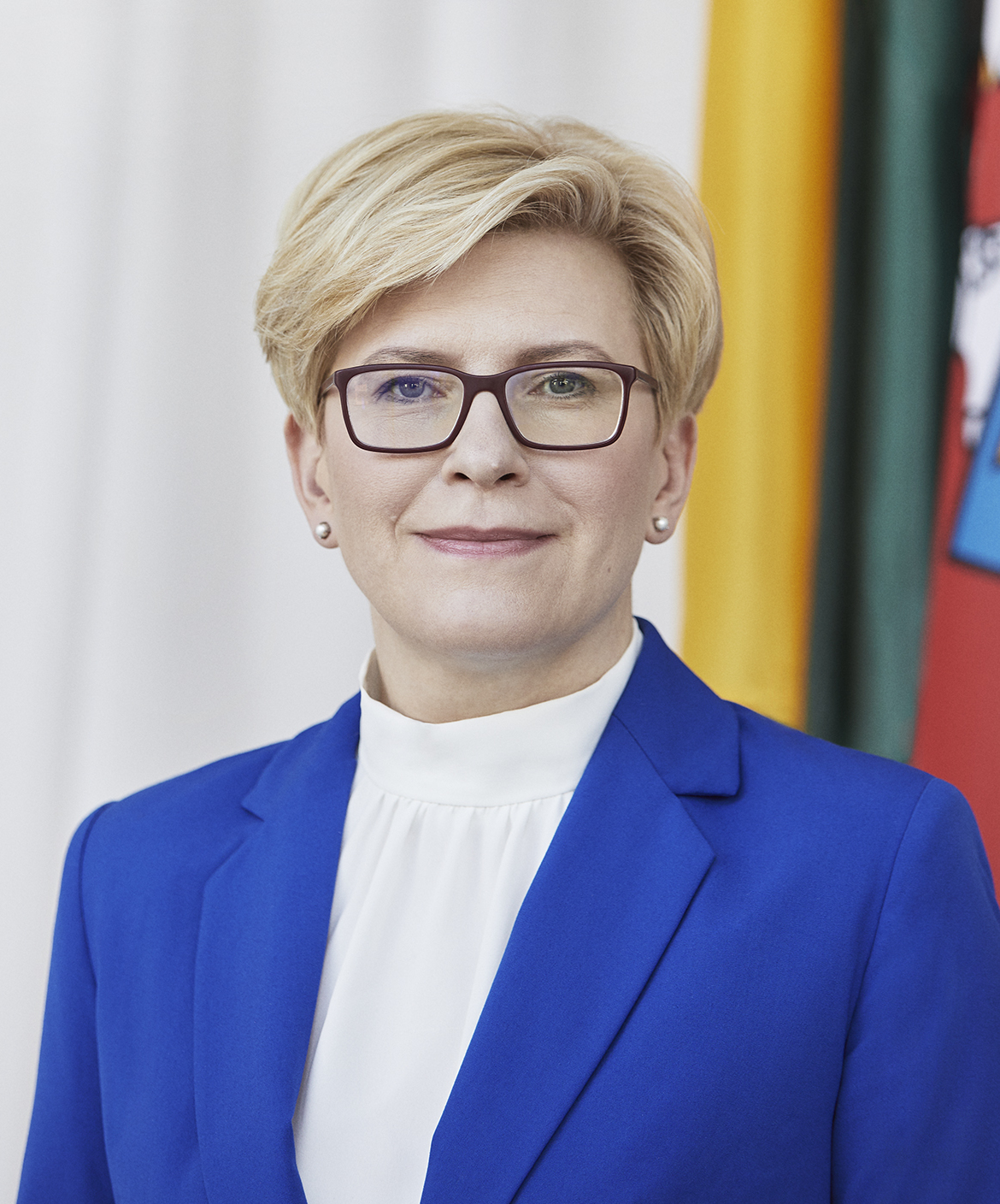
Ingrida Šimonytė

Le scrutin présidentiel est en grande partie dominé par les questions de défense et de sécurité liée à la montée de la « menace russe » dans le contexte de l'invasion de l'Ukraine,,. Pour la première depuis le retour de la démocratie dans le pays, l'élection se déroule en l'absence d'observateurs de l'Organisation pour la sécurité et la coopération en Europe (OSCE), le gouvernement ayant refusé de laisser entrer des observateurs russes ou biélorusses pour une question de sécurité nationale, en violation des règles de l'OSCE.
L'élection présidentielle de 2024 voit notamment se répéter l'opposition entre le président sortant et la Première ministre, qui briguent tous deux la magistrature suprême. Si elle peut espérer bénéficier du soutien de l'électorat des grandes villes lituaniennes, historiquement à droite, Ingrida Šimonytė fait néanmoins face à des critiques, celle-ci ayant décidé — comme Saulius Skvernelis cinq ans plus tôt — de se maintenir à la tête du gouvernement tout en faisant campagne pour la présidence de la République.
Porté par une importante popularité, Gitanas Nausėda se trouve cette fois-ci nettement en position de favori. Jugé grand favori du scrutin, il peut ainsi mettre en avant un bilan très favorable, ayant joué un rôle important dans l'organisation de l'accueil des réfugiés, d'abord biélorusses lors de la crise politique déclenchée par le trucage de l'élection présidentielle de 2020 — dont la candidate Svetlana Tikhanovskaïa trouve refuge en Lituanie —, puis ukrainiens à partir de 2022. Ce rôle humanitaire se voit combiné à une position d'intransigeance à l'égard de Vladimir Poutine, dont il réclame la mise en accusation devant un tribunal international, ainsi qu'à des appels répétés à augmenter la part du budget consacré à la défense du pays, qui atteint 2,5 % en 2023. Son premier mandat le voit également finaliser un accord permettant à l'Allemagne de déployer une brigade permanente sur le sol lituanien. Gitanas Nausėda est néanmoins affaibli vers la fin de la campagne par des accusations de financement de sa campagne de 2019 par des intérêts privés liés à la Russie, ce qu'il rejette comme étant une tentative de jeter sur lui le discrédit. Les opposants à Nausėda se fondent notamment sur une théorie du complot dite du « Clan des Hommes d’État » (Valstybininkų Klanas) voulant que le Département des services de sécurité (VSD) favorise dans l'ombre certaines personnalités politiques. Une commission d'enquête parlementaire conclu le 26 mars à l'accord de faveurs par le VSD à Nausėda lorsque celui-ci était encore candidat en 2018. Nausėda aurait en effet transmis au service une liste de membres de son entourage en leur demandant de vérifier leur antécédents, ce dont il n'avait pas le droit en tant que simple citoyen, mais dont le VSD s'était acquis,,,.
L'importante popularité du président sortant amène notamment le Parti social-démocrate lituanien (LSDP), dont le candidat était arrivé quatrième en 2019, à lui apporter son soutien en renonçant à présenter un nouveau candidat. Si cette décision recueille le soutien des trois quarts des militants du parti, il suscite néanmoins des réserves en raison du soutien apporté de fait par le parti à un ancien banquier, tout en privant le LSDP d'une présence dans la campagne.

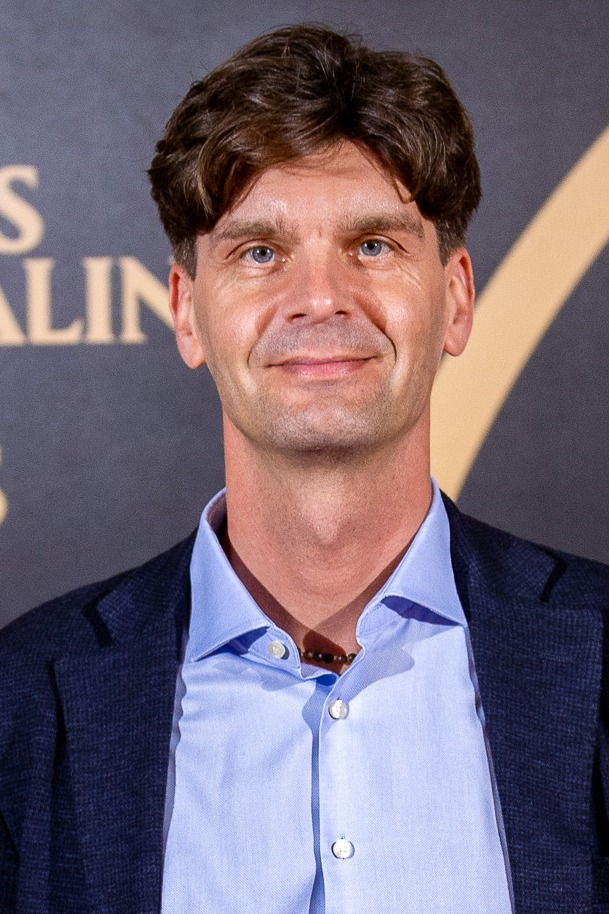
Ignas Vėgėlė

Parmi les autres candidats figure notamment l'avocat Ignas Vėgėlė, dont la candidature indépendante reçoit le soutien de l'Union lituanienne agraire et des verts (LVŽS), de Liberté et justice (LT), du Parti chrétien démocrate lituanien (LKDP), et de l'Union chrétienne (KS). En tant que président de l'Association du barreau lituanien, celui-ci s'était notamment fait connaitre par son opposition aux mesures de lutte contre la pandémie de Covid-19 prises par le gouvernement, qu'il juge alors inconstitutionnelles, ce qui lui confère une stature médiatique de figure d'opposition. Défenseur selon lui des « valeurs chrétiennes », ce qui lui vaut le soutien de l'Église catholique de Lituanie, il est également connu pour ses positions très conservatrices en matières de mœurs. S'il se déclare favorable « sur le principe » aux unions civiles entre homosexuels, il s'oppose à la légalisation du mariage pour ces couples et à la « propagande LGBTQ ». Sur le thème du conflit opposant la Russie à l'Ukraine, il adopte une position impopulaire en se déclarant favorable à une paix négociée, l'Ukraine ne parvenant pas début 2024 à prendre le dessus, et en s'opposant à toute « escalade du conflit ». Eurosceptique modéré, il est favorable à l'Union européenne mais souhaite que cette dernière se limite à une union économique sans empiéter sur les pouvoirs des états membres. Candidat antisystème menant une campagne très active dans le milieu rural où il multiplie les déplacements, il est considéré comme le principal adversaire du candidat sortant dans la plupart des sondages effectués,,.
Ancien membre de Liberté et justice (LT) — qui apporte son soutien à Ignas Vėgėlė — avant d'être exclu en mai 2023 pour des commentaires sur Facebook mélant russophobie et antisémitisme, le député Remigijus Žemaitaitis fonde son propre parti, Aube du Niémen (NA), avant de se présenter à la présidentielle,,.

## Résultats
| Candidats                | Candidats                | Partis                   | Premier tour | Premier tour | Second tour | Second tour |
| Candidats                | Candidats                | Partis                   | Voix         | %            | Voix        | %           |
| ------------------------ | ------------------------ | ------------------------ | ------------ | ------------ | ----------- | ----------- |
|                          | Gitanas Nausėda          | Indépendant              | 632 811      | 44,30        | 886 874     | 75,29       |
|                          | Ingrida Šimonytė         | TS-LKD                   | 288 774      | 20,02        | 291 054     | 24,71       |
|                          | Ignas Vėgėlė             | Indépendant              | 177 863      | 12,47        |             |             |
|                          | Remigijus Žemaitaitis    | NA                       | 132 599      | 9,33         |             |             |
|                          | Eduardas Vaitkus         | Indépendant              | 105 255      | 7,39         |             |             |
|                          | Dainius Žalimas          | Indépendant              | 51 417       | 3,58         |             |             |
|                          | Andrius Mazuronis        | DP                       | 19 905       | 1,39         |             |             |
|                          | Giedrimas Jeglinskas     | Indépendant              | 19 766       | 1,37         |             |             |
|                          |                          |                          |              |              |             |             |
| Votes valides            | Votes valides            | Votes valides            | 1 428 390    | 99,19        | 1 177 928   | 98,49       |
| Votes blancs et nuls     | Votes blancs et nuls     | Votes blancs et nuls     | 11 607       | 0,81         | 18 073      | 1,51        |
| Total                    | Total                    | Total                    | 1 439 997    | 100          | 1 196 001   | 100         |
| Abstention               | Abstention               | Abstention               | 961 810      | 40,05        | 1 208 420   | 51,01       |
| Inscrits / participation | Inscrits / participation | Inscrits / participation | 2 401 807    | 59,95        | 2 404 421   | 48,99       |

## Analyse

Candidat en tête au 1er tour par municipalité.

Candidat en tête au tour par municipalité.

Le président sortant Gitanas Nausėda arrive largement en tête du premier tour avec 44 % des suffrages exprimés, devant la Première ministre Ingrida Šimonytė, qui en réunit 20 %, suivie des candidats antisystèmes Ignas Vėgėlė (12 %) et Remigijus Zemaitaitis (9 %). Le second tour de 2024 répète ainsi celui organisé en 2019 entre Gitanas Nausėda et Ingrida Šimonytė. Le premier part cependant nettement favori du fait de ses bons résultats au premier tour, là où les deux candidats avaient été au coude à coude en 2019, avec 31 % chacun. Nausėda aurait ainsi bénéficié du ralliement en sa faveur de l'Union lituanienne agraire et des verts dont le candidat, Saulius Skvernelis, avait obtenu 19 % en 2019. Il arrive en tête dans la totalité des municipalités à l'exception de celle de la capitale Vilnius, remportée par Ingrida Šimonytė, ainsi que de celles de Šalčininkai et Visaginas, où arrive en tête Eduardas Vaitkus.
Les deux candidats s'accordent notamment sur la nécessité d'une politique étrangère ferme à l'égard de la Russie. La menace de cette dernière est unanimement perçue comme incontestable par la population et la classe politique, le pays craignant d'être la prochaine cible de Moscou en cas de défaite de l'Ukraine. Le second tour prend ainsi davantage la forme d'un choix entre un candidat socialiste et une candidate libérale. Candidat de gauche en matières économiques et sociales, Gitanas Nausėda affronte une Première ministre aux positions libérales aussi bien en économie qu'en matière sociale. Bien qu'à la tête d'une formation démocrate chrétienne conservatrice dans un pays très catholique, Ingrida Šimonytė soutient ainsi la légalisation de partenariats civils pour les homosexuels.
Les deux candidats s'opposent enfin sur le thème des relations avec la république populaire de Chine (RPC). L'ouverture à Vilnius en 2021 d'une représentation diplomatique de Taïwan sous ce nom plutôt que celui habituellement utilisé de sa capitale, « Taipei », avait en effet provoqué la colère du gouvernement de la RPC et une tension dans les relations entre les deux pays. Gitanas Nausėda se déclare en faveur d'un renommage de la représentation diplomatique, tandis que son adversaire s'y oppose,.
Gitanas Nausėda reçoit dans l'entre-deux-tours le soutien de Ignas Vėgėlė et Remigijus Žemaitaitis, arrivés respectivement troisième et quatrième, tandis que Ingrida Šimonytė reçoit celui de Dainius Žalimas, arrivé sixième. Eduardas Vaitkus déclare quant à lui qu'il fera un vote invalide au second tour en votant « un gros trait ».
Le second tour s'avère une victoire écrasante pour Gitanas Nausėda, qui réunit environ trois quarts des voix. Il s'agit alors de la victoire la plus large d'un candidat à la présidence depuis l'indépendance retrouvée en 1991. Ingrida Šimonytė reconnait quant à elle sa défaite le soir même du second tour, et félicite son adversaire. Dans son discours de victoire, Gitanas Nausėda déclare son intention de « chérir le mandat de confiance » que lui a confié la population, en faisant tout pour son bien-être. La réélection du président sortant assure notamment la continuité de la politique étrangère lituanienne en termes de soutien militaire et financier à l'Ukraine et d'intransigeance vis-à-vis de la Russie,.